# Distrito de Kurung Kumey
Kurung Kumey (en panyabí; ضلع کورنگ کومی) es un distrito de India en el estado de Arunachal Pradesh. Código ISO: IN.AP.KK.
Comprende una superficie de 6 340 km².
El centro administrativo es la ciudad de Koloriang.

## Demografía
Según censo 2011 contaba con una población total de 89 717 habitantes.